# Mohammed Ouseb
Mohammed Ouseb (ur. 17 lipca 1974 w Tsumebie) – namibijski piłkarz grający na pozycji obrońcy.

## Kariera klubowa
Swoją karierę piłkarską Ouseb rozpoczął w klubie Chief Santos z Tsumebu. W 1995 roku zadebiutował w nim w namibijskiej Premier League. W sezonie 1997/1998 zdobył z nim Puchar Namibii.
W 1998 roku Ouseb został zawodnikiem południowoafrykańskiego Kaizer Chiefs FC z Johannesburga. W 2000 roku zdobył z nim Nedbank Cup, a w 2001 roku wygrał rozgrywki MTN 8 i Telkom Knockout. W Kaizer Chiefs występował do końca sezonu 2000/2001.
W 2001 roku Ouseb przeszedł do norweskiego Lyn Fotball. Grał w nim do końca 2003 roku. W 2004 roku wrócił do RPA i został piłkarzem klubu Moroka Swallows FC. W latach 2007–2010 grał w Orlando Pirates Windhuk. W sezonie 2007/2008 został z nim mistrzem kraju, a w sezonie 2008/2009 zdobył Puchar Namibii. W 2010 roku zakończył karierę.
| Sezon   | Klub                    | Kraj              | Rozgrywki      | Mecze | Bramki |
| ------- | ----------------------- | ----------------- | -------------- | ----- | ------ |
| 1995/96 | Chief Santos            | Namibia           | Premier League | ?     | ?      |
| 1996/97 | Chief Santos            | Namibia           | Premier League | ?     | ?      |
| 1997/98 | Chief Santos            | Namibia           | Premier League | ?     | ?      |
| 1997/98 | Kaizer Chiefs FC        | Południowa Afryka | PSL            | 12    | 1      |
| 1998/99 | Kaizer Chiefs FC        | Południowa Afryka | PSL            | 21    | 0      |
| 1999/00 | Kaizer Chiefs FC        | Południowa Afryka | PSL            | 28    | 0      |
| 2000/01 | Kaizer Chiefs FC        | Południowa Afryka | PSL            | 10    | 2      |
| 2001    | Lyn Fotball             | Norwegia          | Tippeligaen    | 19    | 1      |
| 2002    | Lyn Fotball             | Norwegia          | Tippeligaen    | 19    | 0      |
| 2003    | Lyn Fotball             | Norwegia          | Tippeligaen    | 4     | 0      |
| 2004/05 | Moroka Swallows FC      | Południowa Afryka | PSL            | 21    | 0      |
| 2005/06 | Moroka Swallows FC      | Południowa Afryka | PSL            | 23    | 0      |
| 2006/07 | Moroka Swallows FC      | Południowa Afryka | PSL            | 0     | 0      |
| 2007/08 | Orlando Pirates Windhuk | Namibia           | Premier League | ?     | ?      |
| 2008/09 | Orlando Pirates Windhuk | Namibia           | Premier League | ?     | ?      |
| 2009/10 | Orlando Pirates Windhuk | Namibia           | Premier League | ?     | ?      |

## Kariera reprezentacyjna
W reprezentacji Namibii Ouseb zadebiutował 15 października 1994 roku w wygranym 2:1 meczu kwalifikacji do Pucharu Narodów Afryki 1996 z Mali. W 1998 roku został powołany do kadry na Puchar Narodów Afryki 1998. Rozegrał na nim trzy spotkania: z Wybrzeżem Kości Słoniowej (3:4), z Angolą (3:3) i z Republiką Południowej Afryki (1:4). W kadrze narodowej grał do 2004 roku.